# Emblemariopsis diaphana
Emblemariopsis diaphana is een straalvinnige vissensoort uit de familie van de snoekslijmvissen (Chaenopsidae). De wetenschappelijke naam van de soort is voor het eerst geldig gepubliceerd in 1927 door Longley.